# Илян (Куньмин)
Иля́н (кит. упр. 宜良, пиньинь Yíliáng) — уезд городского округа Куньмин провинции Юньнань (КНР).

## История
После монгольского завоевания государства Дали в 1257 году здесь была создана Дачиская охранная тысяча (大池千户). В 1276 году она была преобразована в Илянскую область (宜良州). В 1284 году область была понижена в статусе, став уездом Илян.
После вхождения провинции Юньнань в состав КНР был создан Специальный район Илян (宜良专区), и уезд вошёл в его состав. В 1954 году Специальный район Илян был расформирован, и уезд перешёл в состав Специального района Цюйцзин (曲靖专区). В 1958 году к уезду Илян был присоединён Лунань-Ийский автономный уезд, но в 1964 году он был воссоздан.
В 1970 году Специальный район Цюйцзин был переименован в Округ Цюйцзин (曲靖地区).
В октябре 1983 года решением Госсовета КНР уезд был переведён из состава округа Цюйцзин под юрисдикцию властей Куньмина.

## Административное деление
Уезд делится на 2 уличных комитета, 4 посёлка и 2 национальные волости.

## Транспорт
Илян соединён с центром Куньмина скоростным шоссе.